# Stomphastis labyrinthica
Stomphastis labyrinthica är en fjärilsart som först beskrevs av Edward Meyrick 1918.  Stomphastis labyrinthica ingår i släktet Stomphastis och familjen styltmalar. Inga underarter finns listade i Catalogue of Life.